# Trinity Blood
Trinity Blood (jap. トリニティ・ブラッド toriniti buraddo) ist eine elfteilige Light-Novel-Reihe des japanischen Schriftstellers Sunao Yoshida mit Illustrationen von Thores Shibamoto. Auf Basis dieser Bücher entstanden eine Manga-Serie und eine Anime-Fernsehserie.

## Handlung
Fundort des „Vampirbazillus“ und der „Kresnik-Nanomaschinen“ ist ein abgestürztes außerirdisches Raumschiff auf dem Mars was darauf deuten lässt, dass es aus einer anderen Zeit und von einem anderen Planeten stammt. Die besonderen Fähigkeiten der Kresniks sind unter anderem das Wachsen von Flügeln, das Erstellen einer Waffe aus ihrem eigenen Blut und sonstige andere, meistens auf den Träger spezifisch ausgelegte Fähigkeiten (so kann z. B. Abel in seinem Körper Strom auf Megavoltlevel generieren). Der wichtigste Faktor ist aber wohl, dass sie das Aussehen von Vampiren besitzen: fahle Haut, rote Augen und zwei spitze Eckzähne. Sie ernähren sich vom Blut der „Vampire“ und sind Menschen, denen ein Virus eingesetzt wurde, der sie mit allen Vorteilen und Nachteilen des Vampirismus belohnt und bestraft. Kresniks sind unsterblich. Vampire sind die Speise der Kresniks und ihnen in ihren Fähigkeiten und der physischen Kraft weit unterlegen. Ein Kresnik stellt demzufolge das mächtigste Wesen in der Handlung der Serie dar.
Die Serie spielt in einer unbestimmten Zeit in der Zukunft, in etwa 500 Jahren, nachdem ein apokalyptischer Krieg zwischen allen Nationen der Erde die Zivilisation zerstörte. In dieser Welt der Zukunft ist die katholische Kirche zu einer militärischen Großmacht geworden, deren Ziele den Schutz der Menschheit vor den vampirischen Methusalea beinhalten. Ihr Sitz ist traditionell im Vatikan in Rom. Die Methusalea sind die zweite militärische und politische Großmacht. Ihre Hauptstadt ist Byzanz, bzw. Istanbul, eine elegante Metropole, die von einem UV-Schutzfeld umgeben ist, um die dortige Vampirpopulation vor den Sonnenstrahlen zu schützen. Beide Seiten liegen im Krieg miteinander. Sie nutzen „verlorene Technologien“, Überbleibsel der hochentwickelten Technologie aus der Zeit vor dem apokalyptischen Krieg. Dazu gehören Luftschiffe, Raketen, Computer und andere Dinge.
Die Methusalea sind Menschen, die von einem Virus infiziert wurden, der sie dazu treibt, menschliches Blut zu trinken. Das Virus bewirkt eine Verlängerung der Lebenszeit (sie erreichen ein Alter von gut 300 Jahren, daher auch „Methusalea“), übermenschliche Stärke, Geschwindigkeit und Wundheilung. Dafür zerstört das Virus die roten Blutkörperchen seines Wirts. Wenn sie aufgebraucht sind, bringt das Virus den Wirt dazu, nach Blut zu verlangen und sich wie ein Vampir zu verhalten. Anders als die untoten Vampire der Mythologie können die Methusalea sich fortpflanzen und auch normales Essen zu sich nehmen.
Im Mittelpunkt der Serie steht der ungeschickte, katholische Priester Abel Nightroad. Er arbeitet für die AX, einer geheimen Einheit des Vatikans zur Kontrolle der Vampire. In Istvan (Budapest) trifft Abel auf die Nonne Esther Blanchett. Er nimmt sie mit nach Rom und sie tritt ebenfalls der AX bei. Geleitet wird AX von der Kardinal-Herzogin Catherina Sforza, der Schwester des regierenden Papstes. Sie steht vehement für Frieden mit dem Vampirreich und dem Konzept einer Koexistenz von Vampiren und Menschen ein. Sie kennt Abel schon viele Jahre lang.

## Veröffentlichungen
Die Romane erscheinen im Magazin The Sneaker, in dem unter anderem auch Nagaru Tanigawas Suzumiya Haruhi-Reihe veröffentlicht wird. Der Kadokawa-Shoten-Verlag bringt die in The Sneaker veröffentlichten Kapitel anschließend im Buchformat heraus. In der Dezember-Ausgabe 1999 erschien eine Pilotfolge von Trinity Blood, ab der April-Ausgabe 2000 wurde das Werk als Serie fortgesetzt. Die Romanreihe besteht aus zwei Teilen – dem sechs Bücher umfassenden Teil Rage Against the Moons (oft R.A.M. abgekürzt) und dessen aus sechs Büchern bestehender Fortsetzung Reborn on the Mars (R.O.M.). Obwohl Rage Against the Moons zeitlich vor Reborn on the Mars spielt, können die zwei Teile auch unabhängig voneinander gelesen werden.
Sunao Yoshida starb 2004, im Alter von 34 Jahren, und konnte sein Werk deshalb nicht mehr beenden. Der sechste Band von Rage Against the Moons und der siebte von Reborn on the Mars blieben unvollendet.
Der Panini Verlag verlegt die Romane in Deutschland. Seit März 2007 sind drei Bände auf Deutsch erschienen. Tokyopop bringt die Romane seit April 2007 auf Englisch heraus.

## Adaptionen
Zusätzliche Bekanntheit hat die Romanreihe durch die Umsetzungen als Manga- und Animeserie erhalten. Beide unterscheiden sich teilweise erheblich von ihrer Vorlage.

### Manga
Nach der Romanreihe und der dazugehörigen Charaktergestaltung von Thores Shibamoto entwarf die Zeichnerin Kiyo Kyūjō (九条 キヨ, Kyūjō Kiyo) ab 2003 eine Manga-Serie für das Manga-Magazin Asuka. Das Asuka-Magazin richtet sich vorwiegend an jugendliche Mädchen, weshalb die Comic-Umsetzung der Shōjo-Gattung zugeordnet werden kann. Die Serie wurde im April 2018 abgeschlossen. Kadokawa Shoten brachte die im Asuka erschienenen Einzelkapitel von Trinity Blood auch in 21 Sammelbänden heraus. Im Sommer 2010 wurde die Arbeit am Manga zunächst eingestellt, da andere Projekte der Zeichnerin Vorrang haben.
Von Juli 2006 bis Juni 2019 veröffentlichte Panini die Sammelbände in deutscher Sprache im Label Planet Manga. Die letzten beiden Bände erschienen zusammen als ein Doppelband. Tokyopop publiziert die Manga-Serie auf Englisch in Nordamerika.

### Anime
Der Kadokawa-Shoten-Verlag wollte das Trinity Blood-Universum nach der Umsetzung als Manga-Serie auch noch um eine Anime-Serie erweitern. Deshalb trat der Verlag an das Animationsstudio GONZO und Regisseur Tomohiro Hirata heran. Im März 2004 trafen sich Hirata und Drehbuchautor Atsuhiro Tomioka mit Sunao Yoshida, um über Ideen für den Anime zu sprechen. Das Charakterdesign nach den Vorlagen von Thores Shibamoto übernahm Tomohiro Hiratas Ehefrau Atsuko Nakajima. Die Kostüme sind vom in Japan beliebten Gothic Lolita-Modestil beeinflusst. GONZO produzierte 24 Episoden mit einer Laufzeit von je circa 24 Minuten.
Vom 28. April bis zum 27. Oktober 2005 strahlte der japanische Fernsehsender WOWOW die Anime-Serie aus. Der Anime erschien unter anderem auch in Nordamerika, Italien, Spanien, Peru, Malaysia und Deutschland. In Deutschland veröffentlicht OVA Films die Serie von August 2006 bis Juli 2007 auf sechs DVD. Der Sender Animax strahlt die Serie seit dem 26. September 2008 auf Deutsch aus. Am 28. August veröffentlichte nipponart eine Collector’s Edition des Anime auf Blu-ray und DVD.

#### Synchronisation
| Rolle            | Japanische Synchronsprecher (Seiyū) | Deutsche Synchronsprecher |
| ---------------- | ----------------------------------- | ------------------------- |
| Abel Nightroad   | Hiroki Tōchi                        | Claus-Peter Damitz        |
| Esther Blanchett | Mamiko Noto                         | Maren Rainer              |

#### Musik
Verantwortlich für die Musik war Takahito Eguchi. Als Vorspanntitel wurde das Lied Dress (BLOODY TRINITY MIX) von BUCK-TICK verwendet. Für den Abspann verwendete man Broken Wings. Der Abspann der letzten Folge ist TB No. 45 Resolution. Beide Titel stammen von Tomoko Tane.

### Hörspiel
Ein Hörspiel zur Serie mit dem Titel Rage Against the Moons wurde von FM Osakas Kadokawa Sound Cinema in drei Teilen gesendet. Die Sprecher waren andere als im Anime.